# Алиция Мария Куберска
Алиция Мария Куберска (на полски: Alicja Maria Kuberska) е полска журналистка, издателка, литературен преводач, драматург, поетеса и писателка.

## Биография и творчество
Алиция Мария Куберска е родена през 1960 г. в Швебоджин, Полша. Работи в кметството на балнеоложкия град Иновроцлав. В свободното си време работи като доброволец за Музикално общество Pro Arte и за Обществото на побратимените градове Иновроцлав и Бад Ойенхаузен (Германия), както и в някои благотворителни организации. Заедно с работата си пише поезия, както на полски език, така и на английски език.
Първата ѝ книга, стихосбирката „Стъклена реалност“, е издадена през 2011 г. През 2012 г. е публикувана втората ѝ стихосбирката „Анализ на чувствата“, а третата ѝ стихосбирка „Моменти“ през 2014 г. През 2014 г. е издаден романът ѝ „Виртуални рози“, който е история за наранена от проваления брак и драматичния развод жена, която търси щастието и любовта в социалните мрежи и виртуалният свят, който променя отношенията между хората. Следват стихосбирките ѝ „На границата на мечтата“, „Момиче в огледалото“, „Крадецът на сънища“, както и други нейни стихосбирки, включително участва в международните антологии „От другата страна на екрана“ (САЩ, 2015), „Любовта е като въздуха“ (САЩ, 2016), и „Любовни картички“ (САЩ, 2018). Нейните стихове са публикувани в много антологии и списания по света, включително и в България. В България участва в Международния фестивал на поезията „Духовност без граници“ (Пловдив) и със свои стихове в два негови алманаха „Гласът на Вселената“ (2017) и „Ако търсиш любов“ (2018).
Тя е авторка и на монодрами и пиеса за тийнейджъри. Монодрамата ѝ „Братовчед“ печели първа награда в Колобжег през 2013 г.
Удостоена е с награди от много литературни конкурси. Три пъти е лауреат на международния конкурс на ЮНЕСКО Nosside в Италия (2014, 2015, 2020), а също и на международния конкурс „Европейска академия за изкуство и литература“ във Франция (2018) и на международния литературен конкурс в Италия „Между думите и безкрая“ (2018). Избрана е за Поет на годината (2017) от Литературната фондация Soflay.
Тя е член на Съюза на полските автори от 2011 г., а от 2017 г. и на Международната писателска асоциация „Петър Богдани“ (със седалища в Брюксел и Прищина). Член е на борда на директорите на Литературна фондация „Софлай“ и на редакционния съвет на списанията: Our Poetry Archive (Индия) и Inner Child Press (САЩ). Главен редактор е на поредица от антологии през 2015 г. под надслова „Метафора на съвременността“. Публикува стихове на български поети в световни антологии.
Алиция Мария Куберска живее със семейството си в курортния град Иновроцлав.

## Произведения

### Поезия
- Szklana rzeczywistość (2011)[1][2]
- Analiza uczuć (2012)
- Moments (2014)
- Na granicy snu (2014)
- Kolej rzeczy: wiersze wybrane (2015)
- (Not) my poem (2015)
- Love me (2015)
- Girl in the mirror (2015)
- The other side of screen (2015) – международна антология
- Taste of love (2016)
- Złodziejka snów (2016)
- Love is like Air (2016) – антология
- Widok z okna (2017)
- After the frost (2021)
- Ponad chmurami (2021)

### Самостоятелни романи
- Wirtualne róże (2014)